# Cosa fare in caso di incendio?
Cosa fare in caso di incendio? (Was tun, wenn's brennt?) è un film tedesco del 2001 diretto da Gregor Schnitzler.